# Creu del Diamant

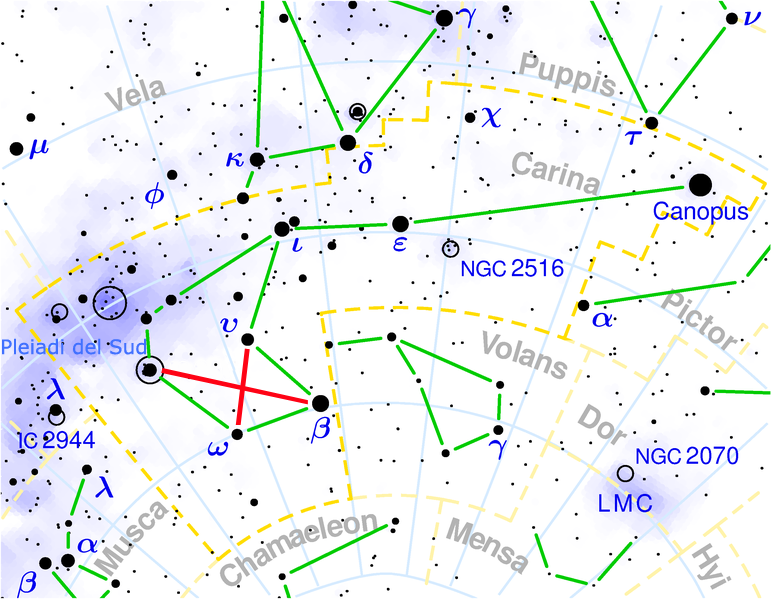
Asterisme de la Creu de diamant.

La Creu de diamant és una asterisme típic del cel austral, visible en la part oriental de la constel·lació de la Quilla.
És formada per quatre estels: β Carinae, θ Carinae, υ Carinae i ω Carinae; aquests quatre estels brillants creen una perfecta forma de diamant, d'allí el nom propi de l'asterisme; el grup complet d'estrelles només poden ser observades per observadors situats al sud del paral·lel 20° nord.
Com en l'asterisme es proper a la Falsa Creu i a la mateixa constel·lació de la Creu del Sud, falta una estrella central a la intersecció dels "eixos". A diferència de la Falsa Creu, aquest asterisme rarament es pot confondre amb la propera Creu del Sud, tant per la seva forma, massa allargada, com per la seva brillantor, molt inferior a la de la veritable constel·lació de la Creu del Sud.